# Torsten Dahm

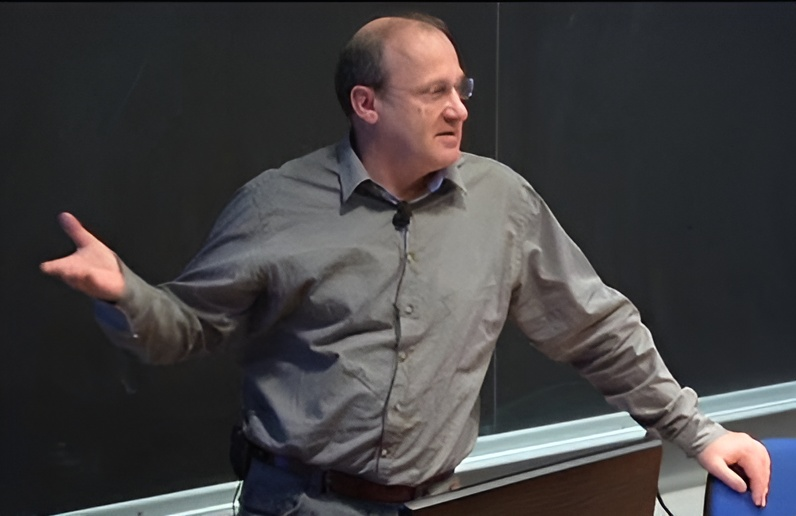
Dahm während einer ICTP Konferenz (2016)

Torsten Dahm (* 1963) ist ein deutscher Geophysiker und Seismologe. 
Derzeit ist er Professor für Geophysik und Seismologie an der Universität Potsdam und Leiter des Geophysik Departments des GFZ Potsdams.

## Werdegang
Im Jahr 1990 erwarb Torsten Dahm sein Diplom in Geophysik und Seismologie an der Universität Karlsruhe. Er promovierte von 1990 bis 1994 am Institut für Geophysik derselben zum Thema "Relative Moment Tensor Inversion".
In den Jahren von 1994 bis 2000 hielt er die Position eines Associate Professors (Wissenschaftlicher Assistent) an der Universität Frankfurt inne und erlangte seine Habilitation in der Abteilung für Geowissenschaften.
Von 2000 bis 2012 war Torsten Dahm Professor für Seismologie an der Universität Hamburg und leitet die Abteilung für Seismologie am Geophysikalischen Institut, unterrichtete aber auch als Dozent in verschiedenen internationalen Übungskursen in Europa, darunter Triest, Erlangen und Potsdam.
Seit 2012 ist er Professor an der Universität Potsdam und Leiter der Sektion “Physics of Earthquakes and Volcanoes” des GFZ Potsdam. Seit 2022 ist Dahm stellvertretender Direktor des gesamten Departments für Geophysik des Instituts.
Darüber hinaus engagiert er sich aktiv in verschiedenen Kommissionen und Publikationsorganen, einschließlich seiner Rolle als Vorsitzender des "Committee for the German Pool of Ocean Bottom Seismometer (DEPAS marine)" im Jahr 2005, als Chefherausgeber des "Journal of Seismology" im gleichen Jahr und als Mitherausgeber des "Geophysical Journal International" im Jahr 2002.